# Астория (гостиница, Саратов)
Астория — гостиница в центре Саратова. Один из архитектурных символов города. Построена в 1917 году. В 1956 году переименована в «Волгу». Памятник архитектуры начала XX века, образец позднего модерна (проект С. А. Каллистратова). Является старейшей гостиницей Саратова.

## История
Строительство здания завершилось к осени 1917 года. Его отличительными чертами являются массивные пилоны, вытянутые на всю высоту здания, открытая галерея четвёртого этажа, статуи средневековых рыцарей и гонцов. Скульптуры были выполнены по эскизам скульптора Павла Фёдоровича Дундука. После революции здание использовалось для размещения различных правительственных учреждений. В 1925 году гостиница «Астория» вновь заработала. В 1956 году она была переименована в «Волгу». Это название сохранилось и по сей день.

## Галерея

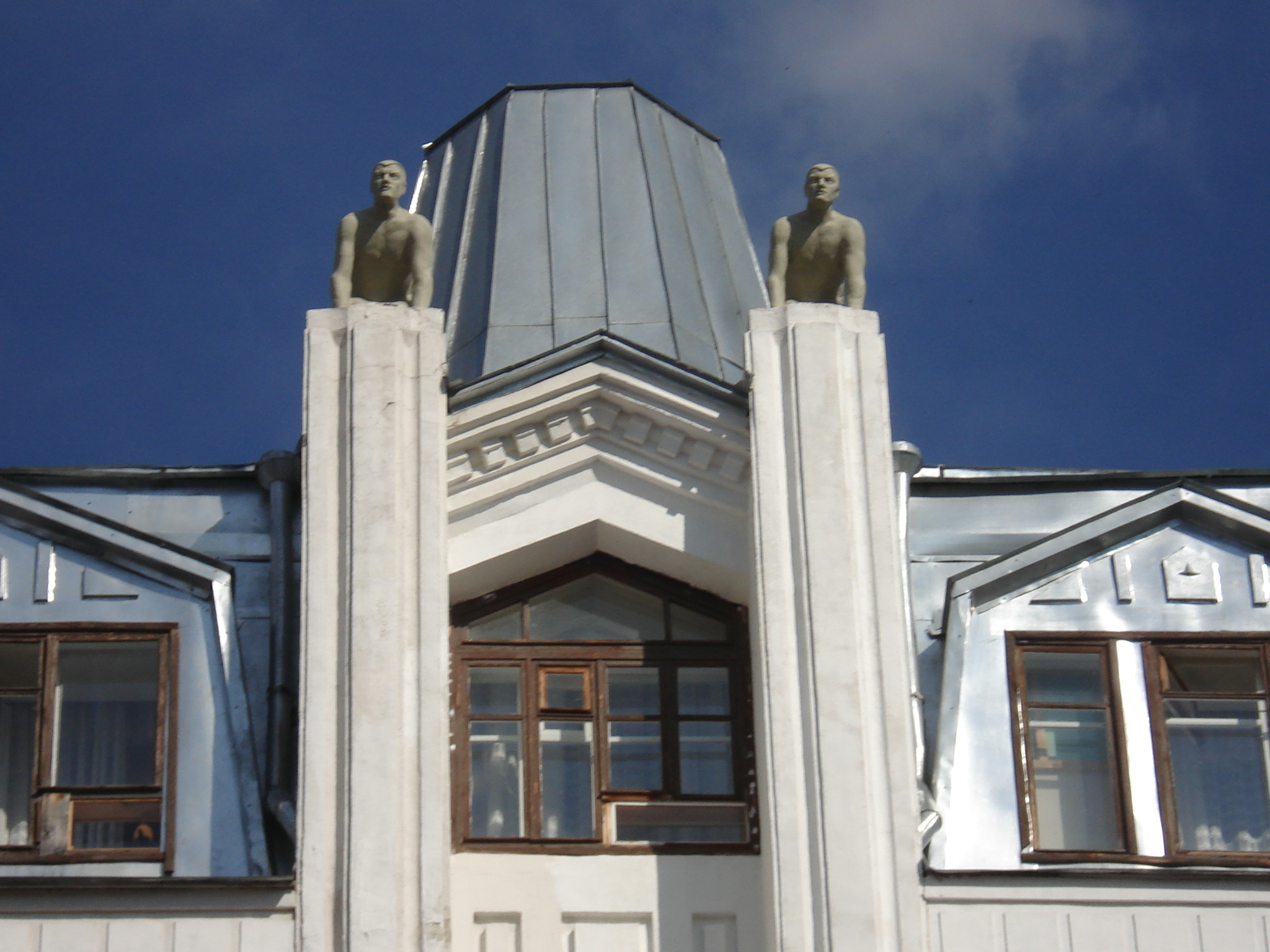
Скульптуры гонцов
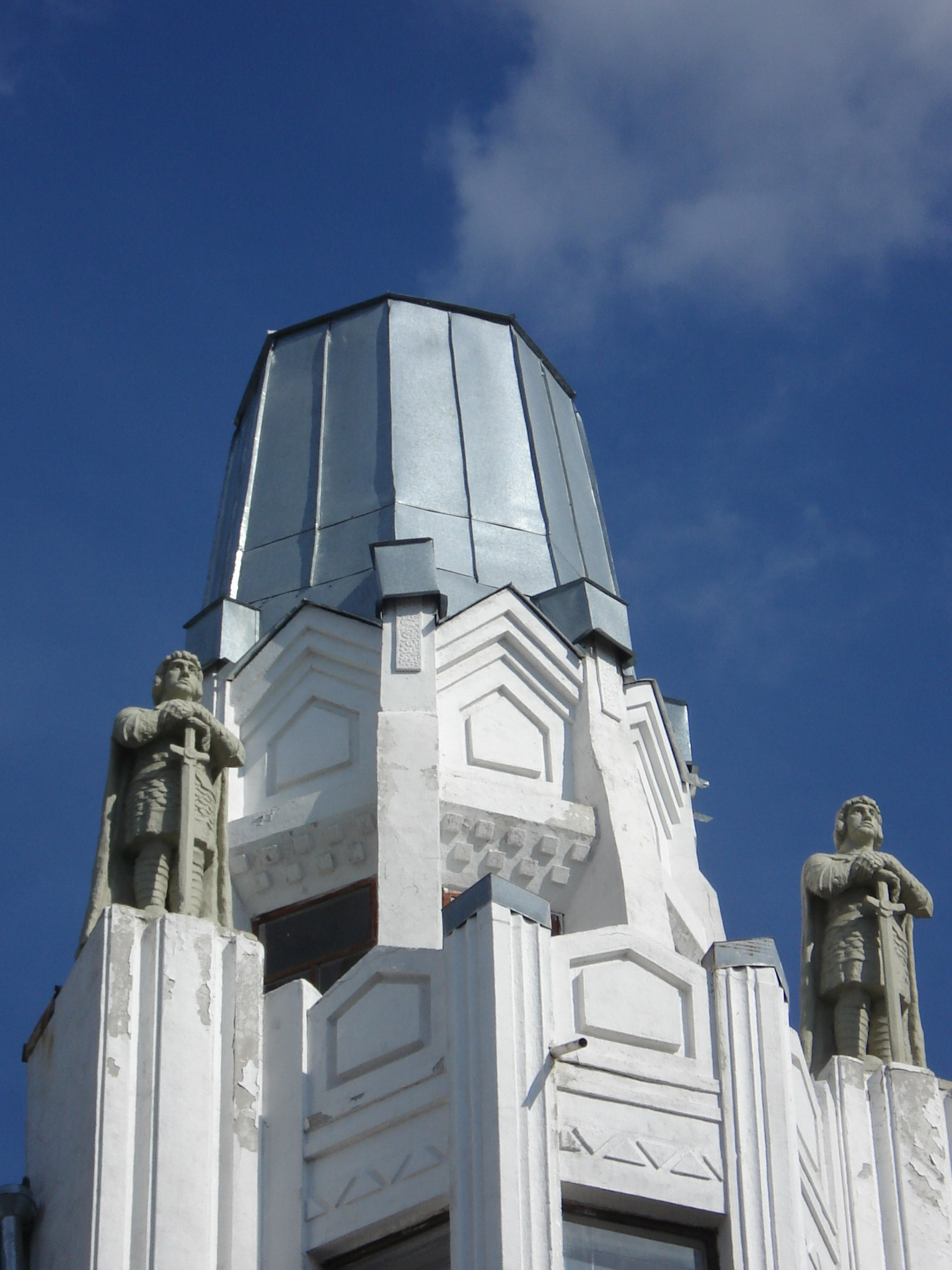
Скульптуры рыцарей
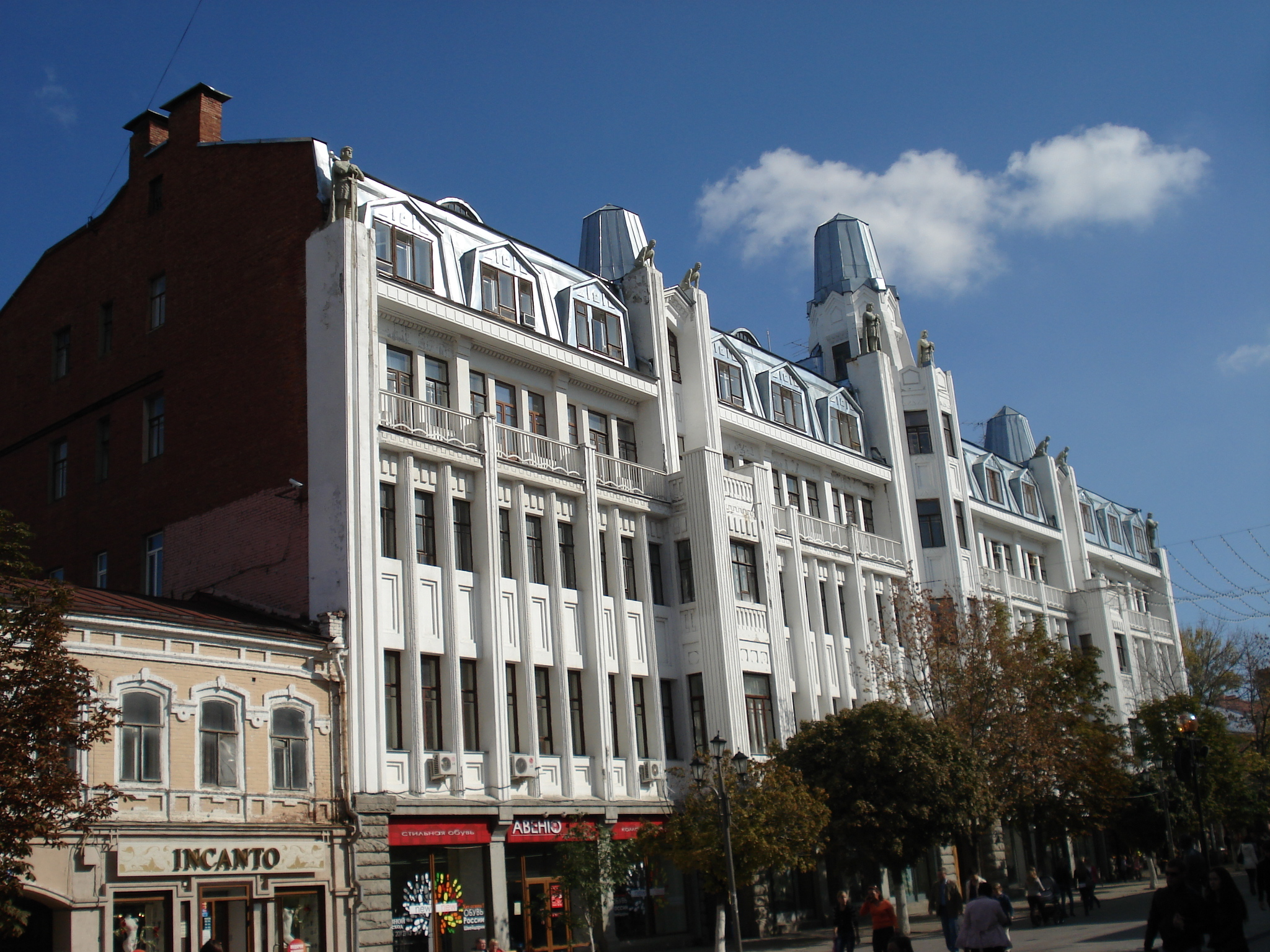
общий вид